# Tropidechis
Tropidechis är ett släkte av ormar. Tropidechis ingår i familjen giftsnokar och underfamiljen havsormar.
Arter enligt Catalogue of Life:
- Tropidechis carinatus
- Tropidechis sadlieri

The Reptile Database listar endast Tropidechis carinatus i släktet och klassificerar Tropidechis sadlieri som synonym till Tropidechis carinatus.